# Bjørn Dæhlie
Bjørn Dæhlie (Elverum, Norveška, 19. lipnja 1967.) je norveški trkač na skijama, osmerostruki olimpijski pobjednik.

## Sportski uspjesi
Bjørn Dæhlie je bio dominantan trkač na skijama 1990-tih godina, kada je osvojio gotovo sve što se u tom sportu moglo osvojiti. S osvojenih ukupno 12 olimpijskih medalja, od čega 8 zlatnih, Dæhlie je najuspješniji natjecatelj po broju medalja u povijesti Zimskih olimpijskih igara, ali i među najuspješnijim olimpijcima uopće. Tim uspjesima je pridodao i 17 medalja sa svjetskih prvenstava, od čega 9 zlatnih. Prema tim rezultatima često ga se smatra i najboljim trkačem na skijama svih vremena.
Iako impresivne i relativno duge karijere, sam prekid nije bio planiran, jer je uslijedio nakon pada na ljetnom treningu na skijaškim rolama. To zapravo znači da bi bez te ozljede Bjørn Dæhlie možda mogao i nastaviti svoj niz medalja.
Uz zasluženi status sportske ikone u Norveškoj i šire, nakon prestanka aktivnog natjecanja Dæhlie je i dalje prisutan u javnom životu i medijima u Norveškoj kao uspješan poduzetnik, posebno u području promocije i marketinga.